# Mauser M1924
Mauser M1924 (или M24) — серия винтовок компании Mauser, использовавшихся в армиях Бельгии, Люксембурга и Югославии. Внешне напоминают чехословацкие винтовки vz. 24, в которых использовались стандартный открытый прицел, патроны калибра 7,92×57 мм (или 8×57 мм), укороченные карабинные стволы, жёсткие приклады и прямые рукояти затвора. Винтовки производились вместе со съёмными штыками типа M-24/48.

## История

### Производство стандартных вариантов
Винтовка Mauser M1924 стала первой винтовкой компании Mauser, которая начала производиться в Югославии (в стране она получила индекс M24). Её предшественницей была бельгийская винтовка FN Model 1924, производившаяся в Бельгии на фабриках компании FN Herstal для Югославской королевской армии, но затем Министерство обороны Королевства Югославии и FN подписали контракт о приобретении лицензии на производство винтовок. Большинство винтовок M24 в Югославии производились в Крагуевацком арсенале и были собраны в основном до начала Второй мировой войны или непосредственно во время войны.
В послевоенные годы стали производиться новые винтовки типа M24/47 и M24/52, которые собирались на югославских заводах «Застава Оружие» на основе старых моделей и были дополнены новыми бельгийскими деталями. Цифры 47 и 52 означают годы начала производства каждой модели. Производство моделей велось параллельно с новыми винтовками M48, и оба варианта практически ничем не отличались.

### Югославский вариант
В Югославии винтовка производилась под официальным названием М1924 ЧК / M1924 ČK специально по заказу вооружённых сил Королевства Югославии. Аббревиатура «ЧК» означает «четницкий карабин», а югославские четники довоенных времён, считавшиеся элитным спецподразделением югославской армии, использовали в первую очередь именно эту винтовку как своё основное оружие.
Доподлинно неизвестно, сколько было произведено чисто югославских винтовок (с учётом всех вариантов насчитывается 1 млн экземпляров M1924), однако на основе данных о серийном производстве можно сделать вывод, что число не превышало 3 тысячи экземпляров. Три экземпляра винтовки хранятся на территории бывшей Югославии в музеях: один в Военном музее Белграда, один в Музее революции в Любляне и один в музее «Застава Оружие». Считается, что производство винтовок в Крагуеваце началось не ранее мая 1940 года.
В конструкционном смысле винтовка напоминала изначальный бельгийский вариант. Рукоять затвора была изогнута для большего удобства при ведении огня и повышения скорострельности (подобный затвор сохранился и в M48). Длина ствола составляла 415 мм, а длина всей винтовки — 955 мм. Некоторые варианты производились с ремнём, что позволяло солдату носить винтовку на протяжении долгого времени, не уставая сильно, и стрелять из более удобного положения с меньшей затратой сил. Впрочем, у винтовки были и свои недостатки: звук выстрела был слишком громким и позволял легко обнаруживать стрелка в засаде, а отдача была слишком сильной. Точных данных о начальной скорости стрельбы и точности нет, однако не исключено, что они не отличались от данных по обычной винтовке FN Model 1924.
В Югославии производился, помимо основного четницкого варианта, ещё и так называемый «сокольский» карабин — укороченная версия четницкой винтовки, которая была легче по массе, но обладала меньшей дальностью стрельбы. К обоим вариантам прилагался обоюдоострый штык-нож, выполненный в стиле комитской камы времён Балканских войн. На рукояти ножа, напоминавшей рукоять турецкого кинжала, часто изображались череп и кости — символ четницких отрядов. Нож в западноевропейской литературе часто назывался «кинжалом гвардии короля Александра».
Винтовки состояли на вооружении югославских частей как до Второй мировой войны, так и в её время: довольно много их было у югославских четников и югославских коммунистических партизан. Штык-нож назывался в Югославии «колашинац» и был главным холодным оружием четников и партизан: его носили так называемые «колячи» — четники, которые лично казнили предателей, пленных и шпионов, перерезая приговорённым к смерти горло этим ножом. В немецкой армии трофейные винтовки состояли на вооружении вермахта и СС под именем G289(j) или полным наименованием «Jugoslawisches Komitengewehr 7,9mm».

## Гражданское применение
Значительное количество винтовок серии M24 продавалось гражданским лицам: винтовки пользовались популярностью благодаря низкой стоимости по сравнению с другими винтовками Mauser (в том числе и Mauser 98k). Винтовки отличались высоким качеством и идеально подходящим для стрельбы калибром. Очень часто винтовки сравнивают с последующими винтовками в семействе Zastava M48 (или Mauser M48). Приклады M24/47 изготавливались из каштана или тикового дерева в старом германском имперском стиле, в отличие от вермахтовских 98k, у которых приклад изготавливался из вяза или бука. Также в прикладе не было металлических нержавеющих деталей, как в M48. Ствольная коробка была средней длины.
В настоящее время винтовки серии M24 используются в основном для охоты и спорта: они продаются в США, Канаде и Австралии по дешёвой цене. Большинство из этих образцов вообще не применялись в бою.

## Варианты

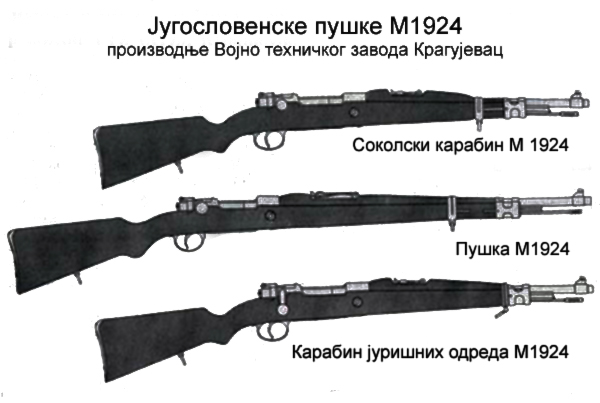
Югославские варианты винтовки M1924

### Довоенной и военной эпохи
- M.1924B — сочетание классической винтовки Mauser 98 и мексиканской Mauser M1912; стволы были специально подогнаны под требования армии, модификация винтовок проходила в Ужице. Также были подогнаны специально штыки к новым стволам[5]
- Jurišna puška M.1924 — основная винтовка югославских четников с изогнутой рукоятью затвора и вертлюгами на левой стороне. Разработана на основе чехословацкой винтовки vz. 33. По одним данным, винтовок было произведено не более 3 тысяч, по другим — от 5 до 6 тысяч. Использовался штык, чей клинок располагался диагонально относительно ствола[5].
- Sokolski karabin M.1924 — укороченный вариант винтовки четников, прямая рукоять затвора.

### Послевоенной эпохи
- M.24/47 — производство этой винтовки началось в 1947 году на основе бельгийских и югославских образцов и продолжалось до начала 1950-х годов. На образцах появились новые детали либо были убраны ненужные старые.
- M.24/52č — новый вариант чехословацкой vz. 24 (известной под индексами M.24Č / M.24A / M.24a), производство началось в 1952 году[5].